# Son Tae-jin
Son Tae-Jin (Gyeongsan, 5 de maio de 1988) é um ex-taekwondista sul-coreano.
Son Tae-Jin competiu nos Jogos Olímpicos de 2008, na qual conquistou a medalha de ouro.